# استان احمدی

استان احمدی (به عربی: محافظة الأحمدي) یکی از استان‌های کشور کویت است. نام این استان از نام امیر پیشین کویت -شیخ احمد جابر- گرفته شده‌است. استان احمدی پس از استان جهرا دومین استان بزرگ کشور است و در بخش جنوبی کویت واقع شده‌است. 
بزرگ‌ترین چاه نفت کویت به نام حوزهٔ نفتی بورگان در استان احمدی قرار دارد. پالایشگاه‌های اصلی کویت هم در این استان واقع شده‌است.

## شهرها و روستاها
- الظهر
- الرقه
- هدية
- المنقف
- أبو حليفه
- الفنطاس
- العقيلة
- الصباحية
- الأحمدي
- الفحيحيل
- شرق الأحمدي
- ضاحية علي صباح السالم (أم الهيمان سابقا)
- ميناء عبد الله
- الشعيبة
- بنيدر
- الزور
- الجليعة
- الفحيحيل
- المهبولة
- النويصيب
- الخيران
- الوفرة
- ضاحية فهد الأحمد
- ضاحية جابر العلي
- مدينة صباح الأحمد السكنيه
- مدينة صباح الأحمد البحرية
- المقوع
- ميناء الأحمدي
- صوله